# Alesana
Alesana este o formație de post-hardcore, metalcore și emocore din Raleigh North Calorina. Înființată în anul 2004, formația Alesana este în prezent în contract cu Revival Recordings și Artery Recordings. Alesana a lansat până acum două EP-uri și patru albume. Alesana a căpătat un public larg, după ce albumul de debut a fost lansat, On Frail Wings of Vanity and Wax. Numele formației este o derivare a numelui străzii Aliceanna din Baltimore, de unde își are și originea.

## Istorie

### Formarea șiTry This with Your Eyes Closed(2004–2005)
Deși membrii formației au început să cânte împreună în Baltimore, Maryland, Alesana s-a format oficial în octombrie 2004 în Raleigh, North Carolina, iar membrii fondatori au fost Shawn Milke, Patrick Thompson, Dennis Lee, Steven Tomany și Daniel Magnuson. Numele formației vine de la numele străzii Aliceanna, acolo unde Shawn Milke și Patrick Thompson locuiau, când cântau în Baltimore. În luna mai a anului 2005 și-au lansat primul EP, Try this with your eyes closed. În același an, membrul fondator Daniel Magnuson a fost înlocuit de Will Anderson.

### On Frail Wings of Vanity and Wax(2006–2008)
În anul 2006, grupul a ales un nou baterist, Jeremy Bryan, care l-a înlocuit pe Will Anderson și l-au cooptat și pe chitaristul Adam Ferguson. A urmat un album intitulat On Frail Wings of Vanity and Wax, produs de către Kit Walters, în vara lui 2006. În anul 2008, On Frail Wings of Vanity and Was a ajuns pe locul 44 în Billboard Heatseekers Chart.

### Where Myth Fades to Legend(2008–2009)
În 2008, Alesana a terminat înregistrările pentru al doilea album, Where Myth Fades to Legend. Acesta a fost, de altfel, și titlul turneului făcut împreună cu Sky Eats Airplane, Our Last Night, Lovehatehero și The Chariot. Pe vremea când pregătea acest album, Alesana l-a ales pe Shane Crump ca și basist. În timpul Warped Tour din 2008, la care a luat parte și Alesana, Shane Crump a părăsit însă temporar formația din cauza unor probleme personale și a fost înlocuit de chitaristul Jake Campbell. După întoarcerea lui Crump, Adam Ferguson a părăsit formația, iar locul lui de chitarist a fost luat de Campbell.

### The Emptiness(2009–2010)
În luna februarie a anului 2009, Shawn Milke a anunțat că formația a început demersurile pentru un nou album. Potrivit lui Milke, albumul urma să se numească The emptiness. În anul 2009, Alesana a câștigat premiul Best Hardcore/Screamo Band oferit de către Rock on Request Awards.

### A Place Where the Sun Is Silent(2011)
La începutul lui 2011, Alesana a confirmat că un nou album începea să se contureze. Până la începutul verii, Alesana terminase cu înregistrările și albumul a fost lansat pe data de 18 octombrie. Sursa de inspirație a albumului a fost Infernul lui Dante, iar pe data de 20 decembrie, melodia ”Circle VII: Sins of the Lion” a fost votat drept cea mai bună melodie de către cititorii Revolver Magazine.

## Membri
- Shawn Milke - Vocal, Chitară, Pian
- Dennis Lee - Vocal
- Pat Thompson - Chitară
- Jeremy Bryan - Tobe
- Shane Crump - Chitară bas, Vocal
- Jake Campbell - Chitară

Foști membri:
- Alex Torres - Chitară
- Adam Ferguson - Chitară
- Steven Tomany - Chitară Bas
- Daniel Magnuson - Tobe

Membri de sesiune
- Melissa Milke – vocal feminin (2006–prezent)

## Discografie
Albume de studio
- On Frail Wings of Vanity and Wax (2006)
- Where Myth Fades to Legend (2008)
- The Emptiness (2010)
- A Place Where the Sun Is Silent (2011)
- Confessions (2015)

EP-uri
- Try This With Your Eyes Closed (2005)
- The Decade EP (2014)